# ظبي

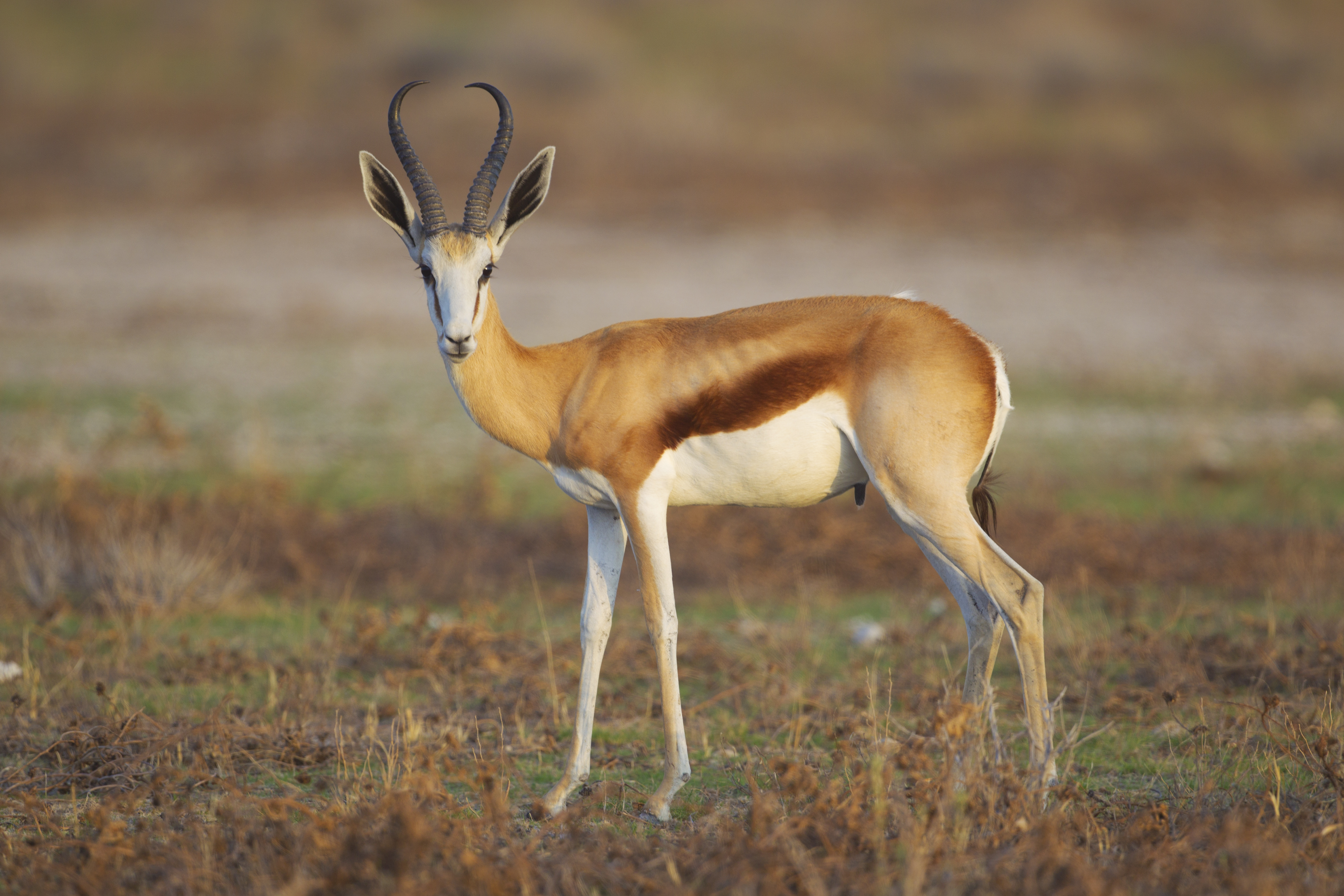
ظبي من النوع قوفز في إفريقيا

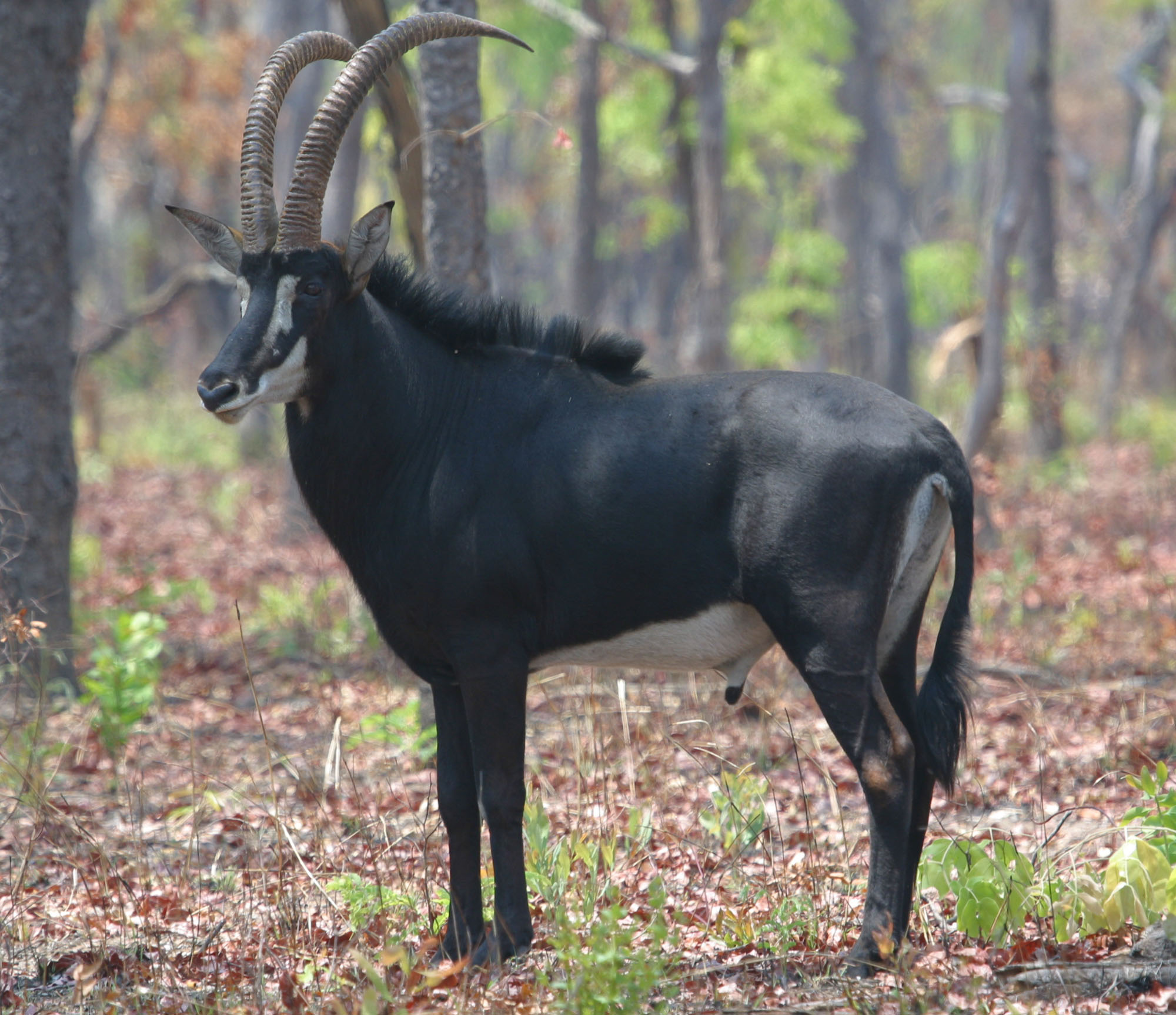
الظبي السموري في السفانا الإفريقية

الظَبْي (الجمع: ظِبَاء) هو اسم شائع للعديد من المجترات التي تستوطن إفريقيا وآسيا، تتغذى الظباء على العشب، ويصل طول الظبي البالغ إلى 230 سم، ويزن من 400 إلى 800 كغ. يصل طول قرونها إلى أكثر من 150 سم.

## الفروقات
الظبي اسم لمجموعة من الحيوانات الثديية ذوات الظلف والقرون المفرغة. وهي تنتمي لنفس الفصيلة الحيوانية مثل الماعز والثيران، إلا أنها أكثر شبهًا بالأيائل؛ لأنها نحيفة ورشيقة. والظباء تشبه مثل الماشية.

## أصل التسميات
تعني كلمة الظبي في اللغة الغزال المعروف، وقد وسّعت مجلة المقتطف معنى هذا الاسم وأصبح يُطلَق على كل ما يسمى بـ "antelope".
ظهرت الكلمة الإنجليزية "antelope" (ظبي) لأول مرة في عام 1417 وهي مشتقة من كلمة "antelop" (ظبي) الفرنسية القديمة، وهي نفسها مشتقة من اللاتينية في العصور الوسطى أنتالوبوس "ant(h)alopus"، والتي تأتي بدورها من الكلمة اليونانية البيزنطية أينثلوس "anthólops"، والتي تم توثيقها لأول مرة في (336) من قبل أوسطاثاوس، الذي قال إنه حيوان خرافي "يتردد على ضفاف نهر الفرات، شديد الوحشية، يصعب الإمساك به، وله قرون طويلة تشبه المنشار قادرة على قطع الأشجار. ربما مشتق من اليونانية anthos (زهرة) وops (العين)، وربما تعني "العين الجميلة" أو تشير إلى الرموش الطويلة للحيوانات. ومع ذلك، قد يكون هذا أصلًا شعبيًا لاحقًا. جاءت كلمة talopus وcalopus، من اللاتينية، لتستخدم في شعارات النبالة. في عام 1607، تم استخدامها لأول مرة لحيوانات الأيل.

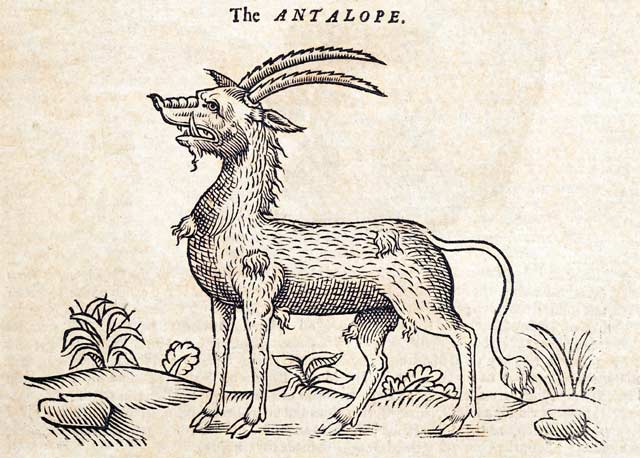
رسم توضيحي من تاريخ الحيوانات ذات الأربع

## الأنواع
توجد أنواع عديدة كلها في نصف الكرة الشرقي. أحد هذه الأنواع هو الظبي الرباعي القرون، ويتميز ذَكَر هذا الظبي الهندي بزوجين من القرون بدلاً من زوج واحد. وتعيش أنواع عديدة من الظبي المسرج في وسط وجنوبي إفريقيا. وتجعلها الخطوط التي على أجسامها تبدو كأنها مشدودة إلى سرج. وتتميز الذكور من هذا النوع بوجود قرون.
يعيش الكلبسبرنجر ـ وهو ظبي صغير يشبه الشمواه الأوروبي ـ في الأماكن الصخرية من جنوب إفريقيا إلى الصحراء شمالاً. ويمشي هذا الظبي على أطراف حوافره الضيقة، المستديرة، التي تعطيه خطوات واثقة.
والنلجاي ظبي هندي لونه رمادي ضارب للبني. ويتميز الذكر بقرون قصيرة، وشعر طويل تحت ذقنه. وتسُمى العديد من الظباء الإفريقية ـ بما فيها الجمزبوك ـ مارية. وتتميز الذكور والإناث معًا بقرون مستقيمة تقريبًا. أما ظبي الغبرة فهو حيوان كبير، خفيف اللون يعيش من جنوب إفريقيا إلى أثيوبيا وغامبيا شمالاً. ويعيش الظبي القاتم ـ الذي ينتمي إلى ظبي الغبرة لكنه أصغر قليلاً ـ في جنوب إفريقيا. وهو يتميز بقرون كبيرة مقوسة ولون أسود أو بني غامق مع أجزاء سفلية بيضاء. يسمى نوعان من ظباء النصف الجنوبي لإفريقيا ظبي الماء. ويمكن تدريب ظبي الماء كحيوان أليف، عند صيده صغيرًا.

## التوزيع والمواطن
تعيش معظم الظباء في إفريقيا، وتوجد أنواع قليلة في آسيا. والغزال الشائك القرن الأمريكي الشمالي ليس ظبيًا حقيقيًا، على الرغم من أنه يشبه الظبي. تعيش بعض الظباء، مثل الديكر والبونجو في الغابات. ويعيش بعضها الآخر على جوانب الجبال. ويعيش القليل منها، مثل سيتاتونجا ولتشوي وسط إفريقيا في المستنقعات. لكن أنواعًا منها تعيش في السهول الجافة أو العشبية من شرقي وجنوبي إفريقيا أكثر من أي مكان آخر.

## الشكل

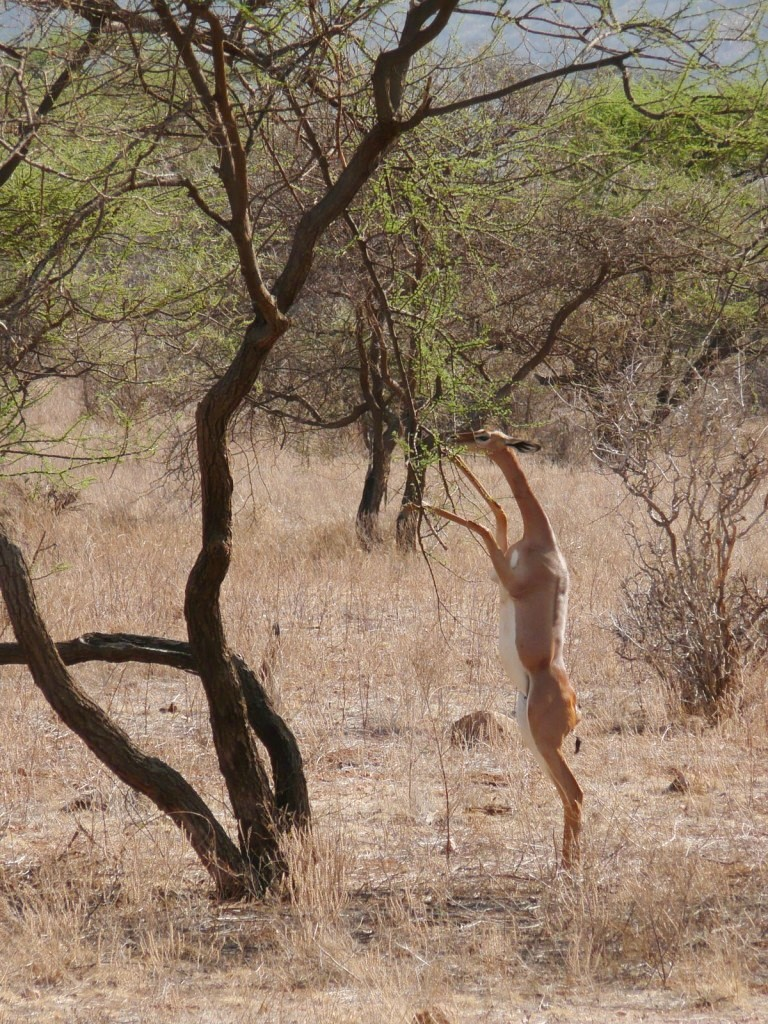
Gerenuks can browse on their hind limbs

تختلف الظباء من حيث أحجامها. فالدكدك والظبي الصخري في حجم الأرنب الأمريكي الكبير تقريبًا، وبعضها الآخر، خاصة وعل العلند، تنمو لتصل إلى حجم الثور.
وتكسو جلد معظم الظباء طبقة من الشعر، عدا القليل منها مثل ظبي الماء الأشعث الشعر. وقد تبدو هذه الطبقة في شكل ظلال ونقوش عديدة. والبني والرمادي أكثر الألوان شيوعًا. تعرضت الظباء للقنص منذ القدم، لمتعة الرياضة، وكذلك للحومها وجلودها. وقد دمر الصيادون قطعانًا معينة من الظباء الإفريقية، التي كانت تضم آلافًا من الحيوان. وقد أصبحت العديد من أجمل أنواع الظباء نادرة الوجود، مثل الظبي المؤزر والظبي القاتم العملاق والمارية البيضاء. وبعضها الآخر أصبح موجودًا فقط في الأراضي الخاصة. كما أن الصيد الجائر قد أفنى بعضها الآخر، مثل الظبي الأزرق.
تحتفظ الظباء بقرونها طوال حياتها. وللعديد من أنواع الظباء ـ من الذكور والإناث ـ قرون. وقرون الذكور عادة أكبر من قرون الإناث. وبعض الظباء لها قرون قصيرة، مستقيمة. والأخرى قرونها منحنية، وأحيانًا في التواء حلزوني. بعض قرون الظباء ناعمة، بينما أخرى لها نتوءات حلقية الشكل على امتداد طولها. تتشكل قرون الظباء حول لب عظمي مفرد. ولا تتشعب القرون مطلقًا كفروع الأشجار، مثلما لدى الأيائل

## السلوك
أغلب الظباء شديدة الخوف وتهرب من أعدائها. والغزال والظبي الأسود من أسرع الحيوانات في العالم. والقليل من الظباء تدافع عن نفسها حينما يتوجب عليها ذلك، وهي النّو والغبرة والظبي القاتم، وكلها موجودة في إفريقيا. وأحيانًا تحذِّر الحيوانات الأخرى الظباء من الخطر.
يدافع الذَّكَر، وسط معظم الظباء، عن منطقة (مساحة من الأرض) خلال موسم التوالد، لكيلا تدخلها الذكور الأخرى. وتزور الإناث المناطق، وتتزاوج مع الذكور حسب اختيارها.

## مع البشر
يصطاد بعض الأفارقة الظباء للطعام. وتربي كذلك مزارع الصيد العديد من أنواع الظباء للحومها. والظباء حيوانات لحوم جيدة في المناطق الاستوائية؛ لأن قطعانًا من أنواع عديدة تتغذى على أنواع من النباتات الاستوائية أكثر من الماشية أو الضأن. إضافة لذلك، فإن لدى الظباء مقاومة أعلى للأمراض الاستوائية.

### في الثقافة
تَمنح قرون الظباء قوًى طبية وسحرية مزعومة في العديد من الأماكن. يعتبر قرن ذكر السايغا، في الممارسة الشرقية، كمنشط جنسي، وبسبب الإفراط في صيده من أجل قرونه فهو على وشك الانقراض. في جمهورية الكونغو، يُعتقد أنَّ قرنَ الظبيِّ يحبس الأرواح. تستخدم الأيقونات المسيحية أحيانًا قرنين من الظباء كرمز للسلاحين الروحيين اللذين يمتلكهما المسيحيون: العهد القديم والعهد الجديد. كما أدت قدرة الظباء على الجري بسرعة إلى ارتباطها بالرياح، كما هو الحال في الريغ فيدا الهندوسية، مثل خيل ماروتس وإله الرياح فايـو. ومع ذلك، لا يوجد دليل علمي على أن قرون الظباء لها أي قدرة تأثير في فسيولوجيا أو خصائص الإنسان. وفي مالي، يُعتقد أن الظباء أعطت للبشرية مهارات الزراعة. واستخدم البشر أيضًا مصطلح «الظبي» للإشارة إلى تقليد موجود عادة في رياضة سباقات المضمار والميدان.

## مراجع

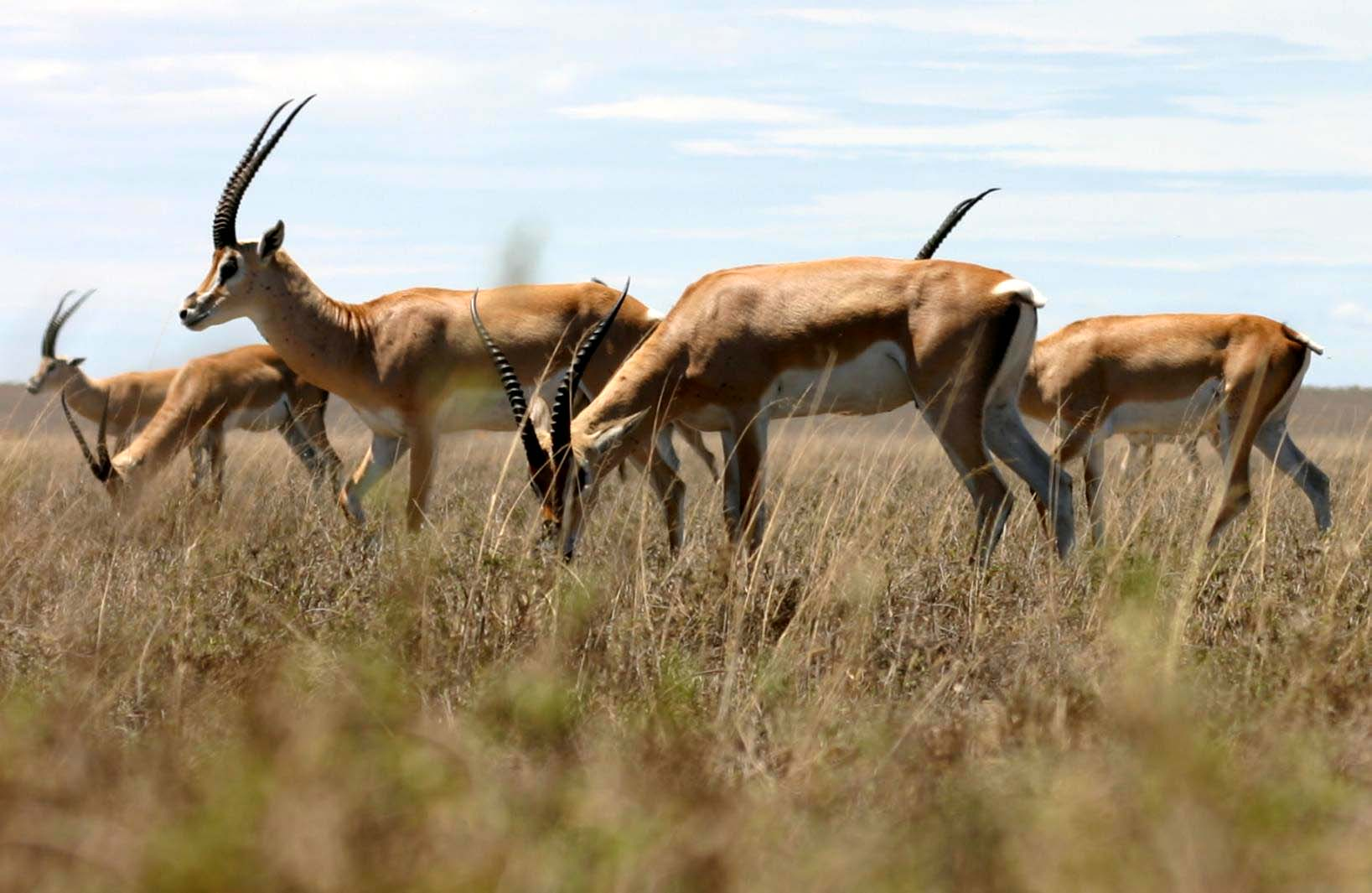
الغزلان السريعة تفضل المواطن العشبية المفتوحة

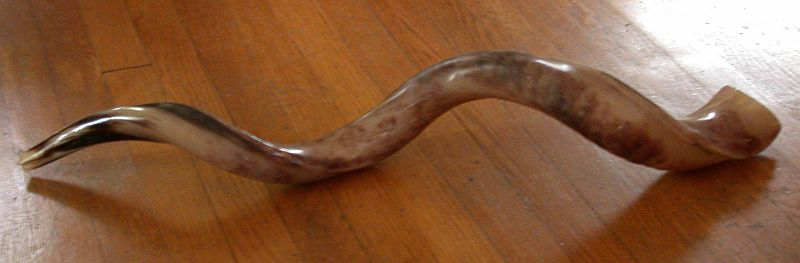
قرن شوفار لكود أكبر.

### شعارات النبالة

ذراعا دوق أبيركورن في اسكتلندا، ويضم ظباء من الفضة.

الظباء هي رمز شائع في شعارات النبالة، على الرغم من ظهورها في صورة مختلفة للغاية عن الصورة الطبيعة. إذ للظباء المُختلفة جسد الأيل وذيل أسد مع قرون مسننة وناب صغير في نهاية خطمها. تم اختراع هذا الشكل الغريب وغير الدقيق من قبل المبشرين الأوروبيين في العصور الوسطى، الذين لم يعرفوا سوى القليل من الحيوانات الأجنبية وشكلوا الباقي حسب هواهم. تم تصور الظبي خطأً على أنه وحش مفترس وحشي؛ حيث أشار إليه شاعر القرن السادس عشر إدموند سبنسر على أنه «شرس وينقض كالذئب». كانت الأسلحة التي استخدمتها جمهورية جنوب إفريقيا في السابق تتميز بظباء طبيعية، إلى جانب المها.

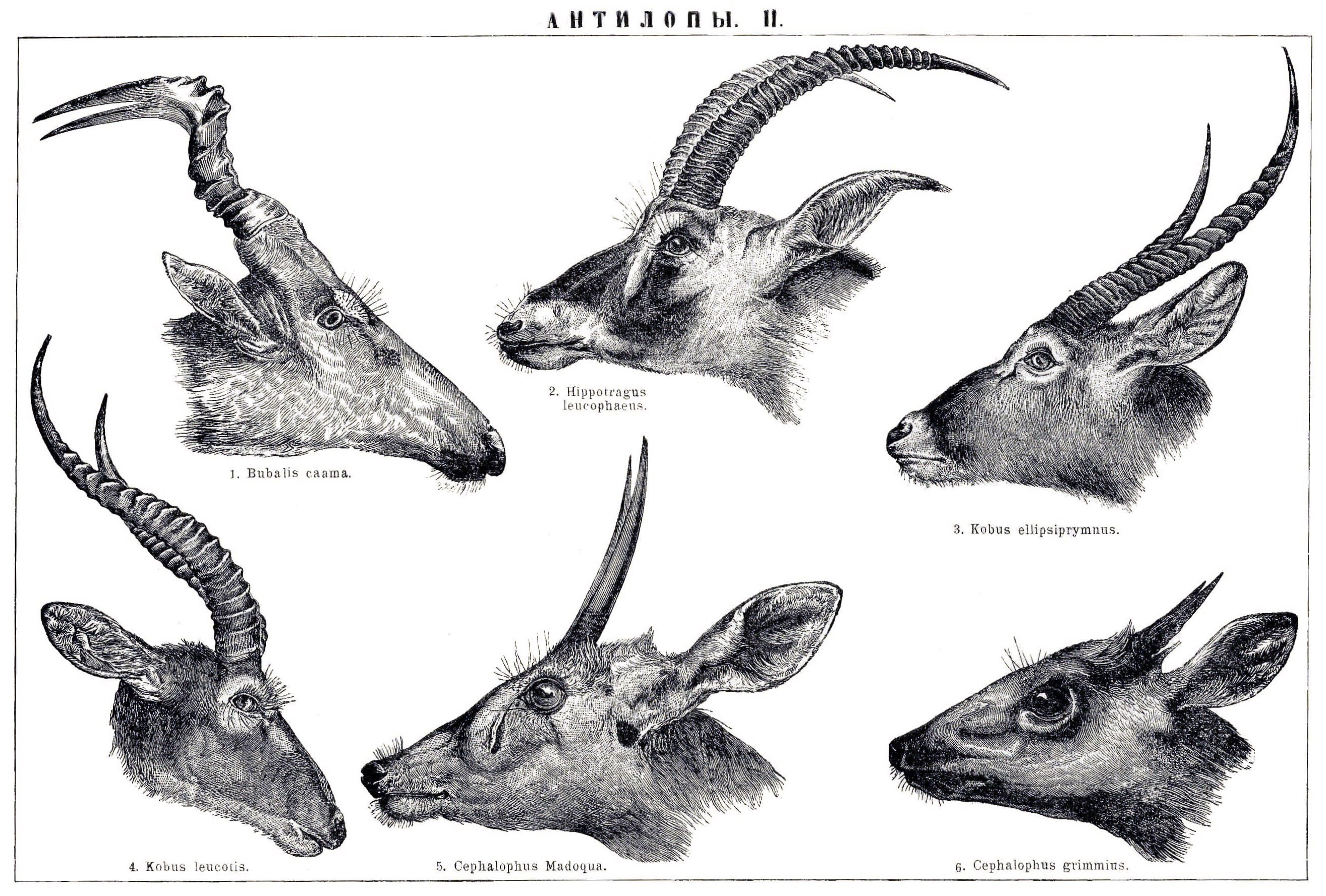
قرون الظبي

## وصلات خارجية
- Microsoft Encarta Online Encyclopedia 2008 "Antelope"( نسخة محفوظة 28 أكتوبر 2009 على موقع واي باك مشين. 2009-10-31)
- AZA Antelope Taxon Advisory Group.
- Ultimate Ungulate.
- San Diego Zoo Antelope.